# Дорота Кобєля
Дорота Кобєля (пол. Dorota Kobiela) — польська сценаристка, режисерка та продюсерка. Народилась в 1978 році у польському місті Битом.

## Біографія
Випускниця Академії образотворчих мистецтв у Варшаві. Протягом чотирьох років поспіль отримувала стипендію Міністра культури за особливі досягнення в живописі та графіці. Завдяки друзям, Дорота відкрила для себе анімацію та фільм та почала вивчати ці нові мистецькі дисципліни, відвідувала Варшавську кіношколу, факультет режисури. В кінці червня 2018 року стала членом Американської академії кіномистецтв та наук, як і її чоловік.

### Особисте життя
Дорота Кобєля одружена з британським аніматором Х'ю Велчманом, з яким працювали над кінострічкою «З любов'ю, Вінсент»

### Кар'є́ра
У 2004 році вона випустила анімаційні короткометражні фільми «Лист» і «Люби мене», наступного року «Містер Бір», а в 2006 році — перший короткометражний фільм «Харт в руці». У 2011 році виходить фільм «Маленький листоноша», котрий став першим світі фільмом про стереоскопічну живописну анімацію. Цей проект виграв у номінації «Найкращий короткометражний фільм» на кінофестивалі LA 3D, 3D Stereo Media (Льєж), 3D Film & Music Fest (Барселона).
У своєму шостому анімаційному короткометражному фільмі «З любов'ю, Вінсент» режисерка мала на меті поєднати свою пристрасть до кіно та живопису і хотіла намалювати весь фільм сама. Однак, коли вона розширила проект на художній фільм, завдання написання та режисури було настільки великим, що їй довелося залучитись допомогою 125 художників. Фільм, який вона вперше презентувала в червні 2017 року, став її дебютним повнометражним фільмом і вважається першим анімаційним фільмом у повнометражному режимі, в якому є сцени, зняті з реальними людьми, які були перефарбовані в олію.

## Фільмографія
- Літальна машина (2011)
- З любов'ю Вінсент (2017)
- Креслення Шопена (2011)
- Маленький листоноша (2011)

## Нагороди та номінації
- 2018: Номінація на «Оскар» у категорії «Найкращий анімаційний фільм» для фільму «З любов'ю, Вінсент» (2017)
- 2018: Номінація «Орел» у категорії «Кращий фільм для Вашого Вінсента» (2017), «Найкраща редакція для Вашого Вінсента» (2017), «Відкриття року для Вашого Вінсента» (2017) (три рази)
- 2012 рік: Номінація"Найкращий анімаційний фільм" за фільм «Маленький листоноша» (2011)